# Mycocepurus smithii
Mycocepurus smithii és una espècie de formiga de la subfamília dels mirmicins (Myrmicinae), conreadora de fongs, endèmica d'Amèrica Llatina (des de Mèxic fins a l'Argentina). Aquestes formigues conreen un jardí de fongs dins de el seu formiguer amb parts de vegetals morts i altres insectes.